# Piazza Cola di Rienzo
La Piazza Cola di Rienzo est une place de Rome, au cœur du quartier de Prati.

## Histoire
La naissance de la place, tout comme celle la rue homonyme et du reste du quartier de Prati, était prévue dans le plan de réglementation de 1873, mis en œuvre et achevée au cours de l'administration du maire Ernesto Nathan (1907 - 1914). L'axe du nouveau quartier de Rome, la capitale du royaume d'Italie est situé via Cola di Rienzo, qui, à partir de la Piazza del Risorgimento, se termine Place de la Liberté, sur un axe qui s'étendait au-delà du Tibre jusqu'à la Piazza del Popolo. La Piazza Cola di Rienzo se trouve donc au centre du nouveau quartier, le vingtième, à la suite de la numérotation des autres quartiers historiques de Rome. Dans les années vingt, la place a suivi la fortune de la rue du même nom: les grands hôtels qui bordent la place sont remplis avec de grands magasins, boutiques de mode, établissements gastronomiques et de cafés.

## Toponymie
La place, ainsi que la rue homonyme, est dédiée au capitaine en chef et sénateur romain Nicolas Gabrini, le fils de Lorenzo, surnommé Cola di Rienzo (1313 - 1354).

## Architecture
La place est un exemple typique du style humbertien de la fin du dix-neuvième siècle. Son périmètre est de forme rectangulaire, développé sur l'axe de la via Cola di Rienzo, et est coupée perpendiculairement par l'axe de la via Cicéron et via Marcantonio Colonna. Les bâtiments qui l'entourent datent en grande partie de la première moitié des années 1900 avec des extensions ultérieures et les élévations, bien que certains bâtiments plus modernes ont depuis été construits au détriment de certaines maisons préexistantes. Remarquer le palazzetto du site historique de l'Institut pour le crédit sportif, ultime bâtiment subsistant de style art nouveau situé directement sur la place.

## Galerie

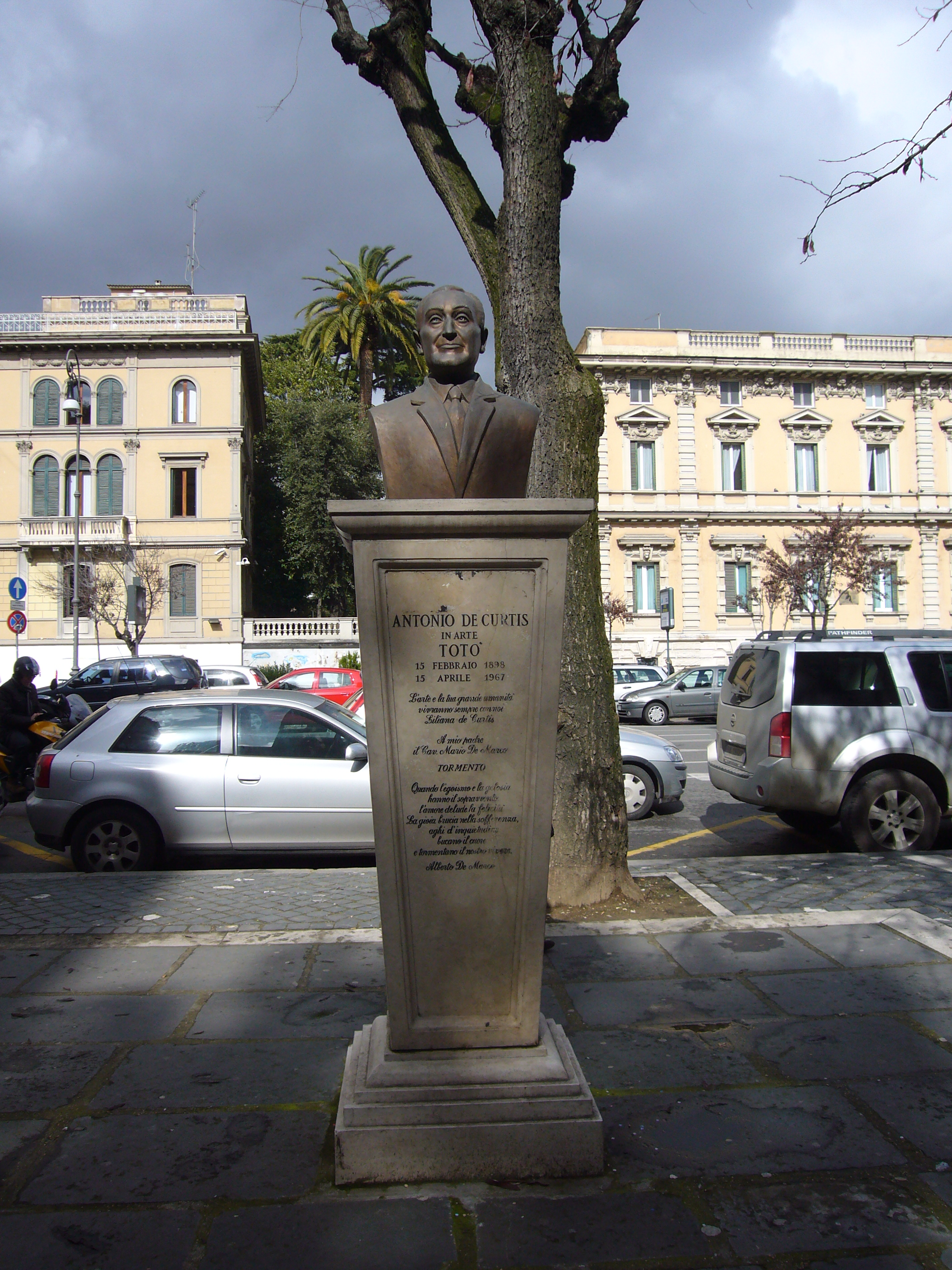
Buste de Totò devant le cinéma Éden.
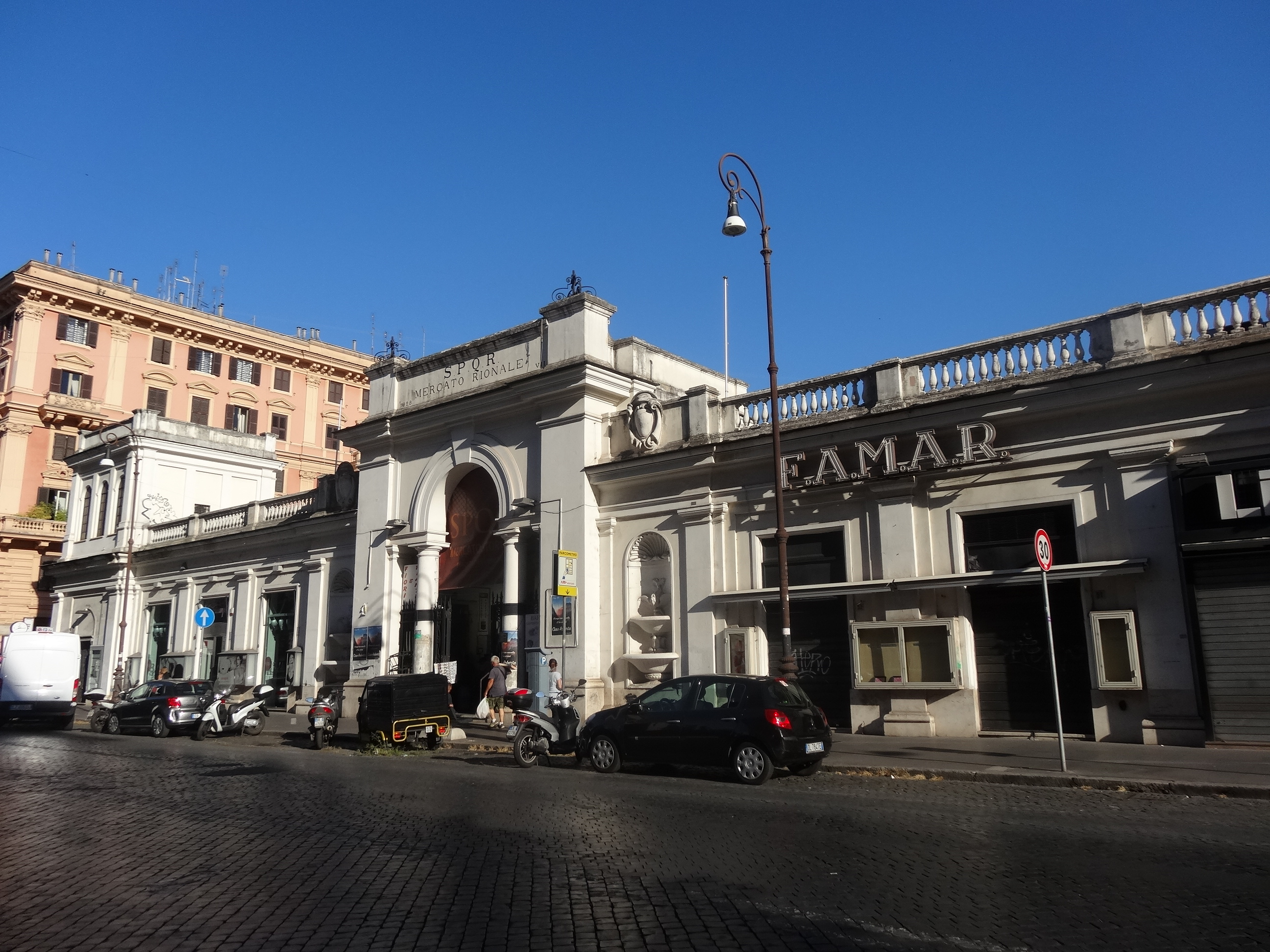
Le marché Rionale.